# Persone di nome Manfred
| Questa pagina contiene informazioni ricavate automaticamente dalle voci biografiche con l'ausilio del template Bio e di un bot. L'aggiornamento è periodico e automatico e ricostruisce completamente la pagina. Se manca una persona in questa lista, sei pregato di non aggiungerla, ma accertati piuttosto che la sua voce biografica contenga il template Bio e che i dati anagrafici siano correttamente compilati. Se il template Bio manca, inseriscilo tu stesso o, in alternativa, metti l'avviso {{tmp\|Bio}} che ne segnala la mancanza. Se i dati riportati sono sbagliati, correggi direttamente la voce biografica; le modifiche saranno visibili in questa lista entro pochi giorni. Per chiarimenti vedi il progetto antroponimi. La lista contiene solo le 134 persone che sono citate nell'enciclopedia e per le quali è stato implementato correttamente il template Bio. Pagina aggiornata al 22 lug 2025. |

Questa è una lista di persone presenti nell'enciclopedia che hanno il nome Manfred, suddivise per attività principale.

## Allenatori di calcio(11)
- Manfred Bender, allenatore di calcio, dirigente sportivo e ex calciatore tedesco (Monaco di Baviera, n. 1966)
- Manfred Binz, allenatore di calcio e ex calciatore tedesco (Francoforte sul Meno, n. 1965)
- Manfred Bockenfeld, allenatore di calcio e ex calciatore tedesco (Südlohn, n. 1960)
- Manfred Kaltz, allenatore di calcio e ex calciatore tedesco (Ludwigshafen am Rhein, n. 1953)
- Manfred Linzmaier, allenatore di calcio e ex calciatore austriaco (Kufstein, n. 1962)
- Manfred Schellscheidt, allenatore di calcio e ex calciatore tedesco (Söllingen, n. 1941)
- Manfred Schmid, allenatore di calcio e ex calciatore austriaco (Vienna, n. 1971)
- Manfred Schäfer, allenatore di calcio e calciatore tedesco (Pillau, n. 1943 - † 2023)
- Manfred Stefes, allenatore di calcio e ex calciatore tedesco (Korschenbroich, n. 1967)
- Manfred Zapf, allenatore di calcio e ex calciatore tedesco orientale (Stapelburg, n. 1946)
- Manfred Zsak, allenatore di calcio e ex calciatore austriaco (Mödling, n. 1964)

## Archeologi(2)
- Manfred Bietak, archeologo austriaco (Vienna, n. 1940)
- Manfred Korfmann, archeologo tedesco (Colonia, n. 1942 - Ofterdingen, † 2005)

## Artisti(1)
- Manfred Spies, artista, designer e fotografo tedesco (Düsseldorf, n. 1941)

## Astisti(1)
- Manfred Preußger, ex astista tedesco (Krásná Lípa, n. 1932)

## Attori(4)
- Manfred Freyberger, attore austriaco (Bressanone, n. 1930 - Roma, † 1980)
- Manfred Krug, attore e cantante tedesco (Duisburg, n. 1937 - Berlino, † 2016)
- Manfred Lehmann, attore e doppiatore tedesco (Berlino, n. 1945)
- Manfred Zapatka, attore tedesco (Brema, n. 1942)

## Autori di videogiochi(1)
- Manfred Trenz, autore di videogiochi tedesco (Saarbrücken, n. 1965)

## Aviatori(2)
- Manfred Czernin, aviatore e militare britannico (Berlino, n. 1913 - Londra, † 1962)
- Manfred von Richthofen, aviatore e ufficiale tedesco (Breslavia, n. 1892 - Vaux-sur-Somme, † 1918)

## Avvocati(1)
- Manfred Bühler, avvocato e politico svizzero (Bienne, n. 1979)

## Bassisti(1)
- Manfred Eicher, bassista e produttore discografico tedesco (Lindau, n. 1943)

## Biatleti(2)
- Manfred Beer, ex biatleta tedesco (Altenberg, n. 1953)
- Manfred Geyer, ex biatleta tedesco (Altenfeld, n. 1951)

## Bobbisti(1)
- Manfred Schumann, ex bobbista e ex ostacolista tedesco (Hannover, n. 1951)

## Calciatori(22)
- Manfred Braschler, calciatore svizzero (Imst, n. 1958 - † 2002)
- Manfred Burgsmüller, calciatore tedesco occidentale (Essen, n. 1949 - Essen, † 2019)
- Manfred Ebert, calciatore tedesco (n. 1935 - † 2003)
- Manfred Eickerling, ex calciatore tedesco (n. 1951)
- Manfred Fischer, calciatore austriaco (n. 1995)
- Manfred Geisler, ex calciatore tedesco orientale (Strzelin, n. 1941)
- Manfred Gollner, calciatore austriaco (Judenburg, n. 1990)
- Manfred Kaiser, calciatore e allenatore di calcio tedesco orientale (Zeitz, n. 1929 - Lindau, † 2017)
- Manfred Kammerer, ex calciatore tedesco (Niedersonthofen, n. 1944)
- Manfred Kastl, ex calciatore tedesco (Norimberga, n. 1965)
- Manfred Manglitz, ex calciatore tedesco (Colonia, n. 1940)
- Manfred Moser, ex calciatore liechtensteinese (n. 1958)
- Manfred Müller, ex calciatore tedesco (Essen, n. 1947)
- Manfred Pohlschmidt, ex calciatore tedesco (n. 1940)
- Manfred Ritschel, ex calciatore tedesco (Schwabach, n. 1946)
- Manfred Rummel, calciatore e allenatore di calcio tedesco (Essen, n. 1938 - † 2017)
- Manfred Schwabl, ex calciatore tedesco (Holzkirchen, n. 1966)
- Manfred Seissler, ex calciatore e allenatore di calcio tedesco (n. 1939)
- Manfred Starke, calciatore namibiano (Windhoek, n. 1991)
- Manfred Ugalde, calciatore costaricano (Heredia, n. 2002)
- Manfred Wagner, calciatore tedesco (Monaco di Baviera, n. 1938 - Monaco di Baviera, † 2015)
- Manfred Walter, ex calciatore tedesco orientale (Wurzen, n. 1937)

## Canottieri(2)
- Manfred Klein, ex canottiere tedesco (Berlino Ovest, n. 1947)
- Manfred Rulffs, canottiere tedesco (Kiel, n. 1935 - Ratzeburg, † 2007)

## Cantanti(1)
- Fancy, cantante, compositore e produttore discografico tedesco (Monaco di Baviera, n. 1946)

## Chimici(1)
- Manfred Eigen, chimico, fisico e biofisico tedesco (Bochum, n. 1927 - Gottinga, † 2019)

## Chitarristi(2)
- Manni Schmidt, chitarrista tedesco (Andernach, n. 1964)
- Manfred Wieczorke, chitarrista e tastierista tedesco (Hannover, n. 1946)

## Compositori di scacchi(1)
- Manfred Zucker, compositore di scacchi tedesco (Chemnitz, n. 1938 - Chemnitz, † 2013)

## Direttori d'orchestra(1)
- Manfred Honeck, direttore d'orchestra austriaco (Nenzing, n. 1958)

## Dirigenti sportivi(1)
- Manfred Deckert, dirigente sportivo e ex saltatore con gli sci tedesco (Halle, n. 1961)

## Economisti(1)
- Manfred Max-Neef, economista cileno (Valparaíso, n. 1932 - Valdivia, † 2019)

## Filosofi(1)
- Manfred Baum, filosofo tedesco (Colonia, n. 1939)

## Fisici(5)
- Manfred von Ardenne, fisico tedesco (Amburgo, n. 1907 - Dresda, † 1997)
- Manfred A. Biondi, fisico statunitense (Carlstadt, n. 1924 - † 2016)
- Manfred Börner, fisico tedesco (Rochlitz, n. 1929 - Ulma, † 1996)
- Manfred Horstmann, fisico tedesco (Amburgo, n. 1928 - Osnabrück, † 1992)
- Manfred Schroeder, fisico tedesco (Ahlen, n. 1926 - † 2009)

## Fumettisti(1)
- Manfred Sommer, fumettista spagnolo (San Sebastián, n. 1933 - Galifa, † 2007)

## Generali(1)
- Manfred von Richthofen, generale tedesco (Strzegom, n. 1855 - Strzegom, † 1939)

## Ingegneri(1)
- Manfred Curbach, ingegnere e docente tedesco (Dortmund, n. 1956)

## Lunghisti(1)
- Manfred Steinbach, ex lunghista e velocista tedesco (Szprotawa, n. 1933)

## Mezzofondisti(2)
- Manfred Kuschmann, mezzofondista tedesco (n. 1950 - † 2002)
- Manfred Matuschewski, ex mezzofondista tedesco (Weimar, n. 1939)

## Militari(2)
- Manfred Stern, militare e agente segreto austro-ungarico (Voloka, n. 1896 - Oblast' di Irkutsk, † 1954)
- Manfred von Killinger, militare e politico tedesco (Gut Lindigt, n. 1886 - Bucarest, † 1944)

## Musicisti(1)
- Manfred M. Junius, musicista e compositore tedesco (Hagen, n. 1929 - Adelaide, † 2004)

## Musicologi(1)
- Manfred Bukofzer, musicologo tedesco (Oldenburg, n. 1910 - Oakland, † 1955)

## Neurologi(1)
- Manfred Sakel, neurologo ucraino (Nadvirna, n. 1900 - New York, † 1957)

## Pallanuotisti(1)
- Manfred Toeppen, pallanuotista statunitense (St. Louis, n. 1887 - Los Angeles, † 1968)

## Pattinatori artistici su ghiaccio(1)
- Manfred Schnelldorfer, ex pattinatore artistico su ghiaccio tedesco (Monaco di Baviera, n. 1943)

## Piloti automobilistici(3)
- Manfred Schurti, pilota automobilistico liechtensteinese (Lustenau, n. 1941)
- Manfred Winkelhock, pilota automobilistico tedesco (Waiblingen, n. 1951 - Toronto, † 1985)
- Manfred von Brauchitsch, pilota automobilistico tedesco (Amburgo, n. 1905 - Gräfenwarth, † 2003)

## Piloti motociclistici(3)
- Manfred Baumann, pilota motociclistico austriaco (Sankt Georgen im Attergau, n. 1967)
- Manfred Geissler, pilota motociclistico tedesco (Altenmarkt an der Alz, n. 1971)
- Manfred Herweh, pilota motociclistico tedesco (Lampertheim, n. 1954)

## Pistard(1)
- Manfred Klieme, ex pistard tedesco (Berlino, n. 1936)

## Politici(11)
- Manfred Bischof, politico liechtensteinese (Grabs, n. 1973)
- Manfred von Clary und Aldringen, politico e nobile austriaco (Vienna, n. 1852 - Salisburgo, † 1928)
- Manfred Gerlach, politico tedesco (Lipsia, n. 1928 - Berlino, † 2011)
- Manfred Gruber, politico austriaco (Bad Gastein, n. 1949)
- Manfred Kanther, politico tedesco (Schweidnitz, n. 1939)
- Manfred Pinzger, politico italiano (Silandro, n. 1959)
- Manfred Rommel, politico tedesco (Stoccarda, n. 1928 - Stoccarda, † 2013)
- Manfred Schullian, politico italiano (Bolzano, n. 1962)
- Manfred Schunck, politico belga (Eupen, n. 1941)
- Manfred Weber, politico tedesco (Niederhatzkofen, n. 1972)
- Manfred Wörner, politico e diplomatico tedesco (Stoccarda, n. 1934 - Bruxelles, † 1994)

## Produttori discografici(1)
- Manne Praeker, produttore discografico, bassista e cantante tedesco (Berlino, n. 1951 - Berlino, † 2012)

## Psicoanalisti(1)
- Manfred Lütz, psicanalista e teologo tedesco (Bonn, n. 1954)

## Pugili(1)
- Manfred Wolke, pugile tedesco (Babelsberg, n. 1943 - Francoforte sull'Oder, † 2024)

## Registi(2)
- Manfred R. Köhler, regista, sceneggiatore e direttore del doppiaggio tedesco (Freiberg, n. 1927 - † 1991)
- Manfred Noa, regista, scenografo e produttore cinematografico tedesco (Berlino, n. 1893 - Berlino, † 1930)

## Registi teatrali(1)
- Manfred Wekwerth, regista teatrale e regista cinematografico tedesco (Köthen, n. 1929 - Berlino, † 2014)

## Saltatori con gli sci(1)
- Manfred Steiner, ex saltatore con gli sci austriaco (Wörgl, n. 1962)

## Schermidori(1)
- Manfred Urschel, ex schermidore tedesco

## Scialpinisti(1)
- Manfred Reichegger, scialpinista italiano (Brunico, n. 1977)

## Sciatori alpini(9)
- Manfred Brunner, ex sciatore alpino austriaco (n. 1956)
- Manfred Faschingbauer, ex sciatore alpino austriaco
- Manfred Grabler, ex sciatore alpino australiano (Sankt Johann im Pongau, n. 1947)
- Manfred Gstatter, ex sciatore alpino austriaco (n. 1979)
- Manfred Jakober, ex sciatore alpino svizzero (n. 1948)
- Manfred Kleinlercher, ex sciatore alpino austriaco (n. 1971)
- Manfred Mölgg, ex sciatore alpino italiano (Brunico, n. 1982)
- Manfred Perfler, ex sciatore alpino italiano (Germania, n. 1963)
- Manfred Pranger, ex sciatore alpino austriaco (Hall in Tirol, n. 1978)

## Scrittori(3)
- Manfred Bieler, scrittore tedesco (Zerbst, n. 1934 - Monaco di Baviera, † 2002)
- Manfred Hausmann, scrittore, poeta e drammaturgo tedesco (Kassel, n. 1898 - Brema, † 1986)
- Manfred Peter Hein, scrittore e traduttore tedesco (Ozërsk, n. 1931 - Espoo, † 2025)

## Slittinisti(2)
- Manfred Schmid, ex slittinista austriaco (Liezen, n. 1944)
- Manfred Stengl, slittinista, bobbista e motociclista austriaco (Salisburgo, n. 1946 - Isola di Man, † 1992)

## Sollevatori(1)
- Manfred Nerlinger, ex sollevatore e imprenditore tedesco (Monaco di Baviera, n. 1960)

## Sportivi(1)
- Manfred Ruhmer, sportivo austriaco (n. 1965)

## Stilisti(1)
- Thierry Mugler, stilista e fotografo francese (Strasburgo, n. 1948 - Parigi, † 2022)

## Storici(2)
- Manfred Kropp, storico e islamista tedesco (Ludwigshafen, n. 1947)
- Manfred Thaller, storico e docente austriaco (Feldbach, n. 1950)

## Storici dell'arte(1)
- Manfred F. Fischer, storico dell'arte tedesco (Ohrdruf, n. 1936)

## Tastieristi(1)
- Manfred Mann, tastierista e musicista sudafricano (Johannesburg, n. 1940)

## Tiratori a segno(1)
- Manfred Kurzer, tiratore a segno tedesco (Berlino, n. 1970)

## Trombettisti(1)
- Manfred Schoof, trombettista tedesco (Magdeburgo, n. 1936)

## Velisti(1)
- Manfred Metzger, velista svizzero (Trieste, n. 1905 - Ginevra, † 1986)

## Velocisti(3)
- Manfred Germar, ex velocista e dirigente sportivo tedesco occidentale (Colonia, n. 1935)
- Manfred Kinder, ex velocista, mezzofondista e allenatore di atletica leggera tedesco (Königsberg, n. 1938)
- Manfred Kokot, ex velocista tedesco (Templin, n. 1948)

## Vescovi cattolici(2)
- Manfred Müller, vescovo cattolico tedesco (Augusta, n. 1926 - Mallersdorf-Pfaffenberg, † 2015)
- Manfred Scheuer, vescovo cattolico austriaco (Haibach ob der Donau, n. 1955)